# Tomboy (software)

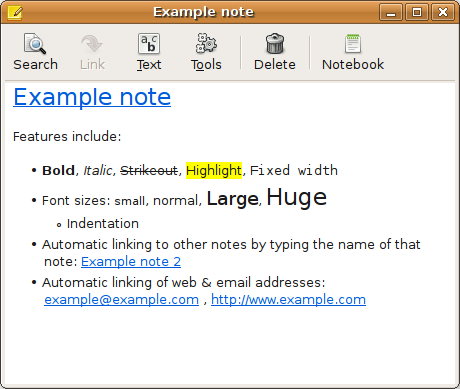
Nota de ejemplo.

Tomboy es una aplicación libre (software libre) de notas de escritorio, para sistemas Unix-like. Está escrita en C# usando Gtk# para el diseño de la interfaz. 
Usa un sistema inspirado en wiki para conectar notas entre sí. Tomboy es una parte del entorno de escritorio GNOME y está licenciado bajo la GNU Lesser General Public License. El principal uso que tiene es el de un bloc de notas con un sistema wiki. Hay una nota principal donde el usuario incluye enlaces al resto de las notas. Las palabras que también son el título de una nota son automáticamente enlazadas con dicha nota mediante, permitiendo el manejo de librerías extensas de información personal, como referencias a artistas favoritos.

## Características
Algunas de las características de edición admitidas son:
- Resaltado de texto.
- Corrección ortográfica usando GtkSpell
- Enlaces automáticos de direcciones web y correos electrónicos.
- Deshacer/Rehacer
- Estilo de fuente y tamaño
- Listas numeradas

## Plugins
Tomboy soporta diferentes plugins, entre los que se incluyen:
- Enlaces a correos de Evolution
- Plugin de integración con Galago/Gaim
- Plugin de soporte de clic central del ratón en el icono de la bandeja del sistema para pegar texto desde el portapapeles
- Nota del día (no se instala por defecto)
- Plugin para ajuste del ancho del texto (no se instala por defecto)
- Plugin de exportación a HTML
- Plugin para incluir ecuaciones LaTeX (no se instala por defecto)
- Plugin de impresión

## Versión de Windows
Debido a que Tomboy utiliza la plataforma Mono, es posible ejecutar Tomboy en un sistema operativo Windows. De todas formas, aún es inestable y no todos los plugins disponibles en la versión de Linux aparecen en Windows. El equipo de Tomboy está trabajando actualmente en soporte para Windows para la versión 0.12 de la aplicación.